# Відра діамантів
«Відра діамантів» (англ. Buckets of Diamonds) — науково-фантастичне оповідання Кліффорда Сімака, вперше опубліковане журналом «Galaxy Magazine» у квітні 1969 року.

## Сюжет
Сільського п'яницю Джорджа затримали вночі з відрами діамантів і картиною Тулуза Лотрека.
Він не пам'ятав, що з ним сталося з моменту як сів з пивом дивитись бейсбол по телевізору.
Йому довелось заночувати у відділку поліції.
Адвокат, на його прохання, приніс йому пиво в камеру, і на ранок Джордж знову зник.
Але повернувся він у дивовижному літаючому автомобілі з чужинцем, що говорив невідомою мовою, але всім був зрозумілий зміст.
Джордж пригадав, що знову був на тому ж місці, яке нагадувало звалище, і тепер привіз з собою багато диковинних речей.
Джорджем зацікавився полковник з Пентагону, який разом з адвокатом, прийшов до висновку, що Джордж побував у майбутньому,
де почав слабшати потяг до накопичення матеріальних благ.
Чужинець тим часом почав проповідувати, і всі хто його чув, почали зносити на площу свої цінні речі.
Але коли чужинця почали проганяти собаки, він зник на диво-автомобілі разом з привезеними зі звалища речами.
Полковник з адвокатом вирішили відтворити умови, які допомогли Джорджу перенестись у майбутнє — пиво і перегляд матчу з бейсболу.